# Armley
Armley – dzielnica w Anglii, w West Yorkshire, w dystrykcie metropolitalnym Leeds. W 2011 dzielnica liczyła 25 550 mieszkańców. Armley jest wspomniana w Domesday Book (1086) jako Ermelai.